# NGC 5423
NGC 5423 est une galaxie lenticulaire située dans la constellation du Bouvier. Sa vitesse par rapport au fond diffus cosmologique est de 6 170 ± 18 km/s, ce qui correspond à une distance de Hubble de 91,0 ± 6,4 Mpc (∼297 millions d'al). NGC 5423 a été découverte par l'astronome allemand Wilhelm Tempel en 1883.
À ce jour, trois mesures non basées sur le décalage vers le rouge (redshift) donnent une distance de 84,700 ± 11,805 Mpc (∼276 millions d'al), ce qui est à l'intérieur des valeurs de la distance de Hubble. Notons cependant que c'est avec la valeur moyenne des mesures indépendantes, lorsqu'elles existent, que la base de données NASA/IPAC calcule le diamètre d'une galaxie et qu'en conséquence le diamètre de NGC 5423 pourrait être d'environ 43,0 kpc (∼140 000 al) si on utilisait la distance de Hubble pour le calculer. 

## Groupe de NGC 5423
NGC 5423 est la galaxie la plus brillante d'un groupe de galaxies qui porte son nom. Le groupe de NGC 5423 compte quatre membre. Les trois autres galaxies du groupe sont NGC 5409, NGC 5416 et NGC 5424
Les galaxies PGC 50019 et PGC 50032 sont désignées comme compagnes probables de NGC 5423 par le professeur Seligman, mais la première est un peu plus avec une distance de Hubble de 95,88 ± 6,72 Mpc (∼313 millions d'al) et la seconde un peu plus rapprochée avec une distance de Hubble de 88,97 ± 6,23 Mpc (∼290 millions d'al). Étant donné les incertitudes de ces valeur, il se pourrait que ces deux galaxies soient de réelles compagnes de NGC 5423, mais elles n'ont pas été retenues comme membre du groupe par Mahtessian.